# Georges Grignard
Auguste Georges Paul Grignard (Villeneuve-Saint-Georges, 25 juli 1905 - Le Port-Marly, 7 december 1977) was een Formule 1-coureur uit Frankrijk. Hij reed 1 Grand Prix; de Grand Prix van Spanje van 1951 voor het team Talbot-Lago.